# 泉州公交K2路
泉州公交K2路是中华人民共和国泉州市境内的一条公共交通线路，原名43路，全程37.9公里。起讫点为文化宫至仰恩大学第三校区，运营时间为文化宫：6:30-22:00；仰恩大学第三校区：6:30-21:40

## 历史
- 2008年4月，泉州公交发展有限公司（公交集团前身）抽调10路、11路共2部亚星JS6730C79型空调柴油客车进行43路试运行。但受罗马客运专线的阻挠，43路仅试运营1天便停运[1]
- 2013年1月8日，泉州公交向泉州市交通委递交开通43路的申请并获批。[2]
- 2013年4月23日，泉州市交通委发布开通43路的通知[3]
- 2013年4月26日，43路正式开通。初期运营区间为文化宫至仰恩大学第三校区。初期运营时间为：文化宫6:30-17:30、仰恩大学第三校区6:30-18:00。使用车辆为5部福达FZ6890UF3G3型空调柴油城市客车。[4]
- 2014年8月31日，43路开通夜班服务，运营时间变更为文化宫6:30-22:00、仰恩大学第三校区6:45-21:45[5]
- 2014年11月，43路接手并更换自36（现K307路）退下的11部福达FZ6106UF63型空调柴油客车，退下2部福达FZ6890UF3G3至13（现K502路），配车数达到14部
- 2015年1月31日，应泉州市交通委关于《环泉州湾公交发展规划》的要求，公交发展将43路更名为K2路[6]
- 2015年12月，K2路接手并更换自19路退下的3部福达FZ6106UF63型空调柴油客车，并退下3部FZ6890UF3G3，配车数不变
- 2016年7月20日，因一位老人于文化宫始发站急于上车，与K2路闽CYA085号车左姓司机发生争吵。行驶至儿童医院乘客准备下车时，该司机下车把该乘客推回车上，事后泉州公交对左姓司机作出开除处理[7]
- 2018年2月，为给K6路更换车型及扩充运能，划拨K2路2部FZ6106UF63至K6路，自此K2路配车数减少至12部
- 2018年5月22日，K2路接手并更换自32路、35路、K606路等线路退下的15部FZ6890UF3G3，并退下10部FZ6106UF63封存
- 2019年1月11日，K2路接手并更换自37路退下的2部FZ6890UF3G3，并退下2部FZ6106UF63封存
- 2019年2月15日，K2路接手并更换自K307路退下的5部金旅XML6855JEVW0C型空调电动巴士，并退下5部FZ6890UF3G3封存
- 2019年3月22日，K2路更换为自44路等线路退下的15部大金龙XMQ6802AGBEVL2型空调电动巴士，原有12部FZ6890UF3G3退役，并退下5部XML6855JEVW0C至K502路更换车辆。并同时启用泉城通APP及支付宝、云闪付乘车码支付功能
- 2019年5月13日，K2路延长末班发车时间，仰恩大学第三校区末班由21:45延至22:00发车，文化宫末班时间不变
- 2020年1月27日，为配合洛江区交通局关于新型冠状病毒肺炎防控要求。K2路自当日首班起暂停运行至2月17日。
- 2020年2月18日，K2路恢复运营
- 2021年6月25日，因东星站站点位置迁移，原北上方向东星站更名为山海路口站。受此影响自该日起K2单向增加停靠本站。运营时间、票价不变。[8]
- 2022年3月16日，因疫情防控要求暂停中心市区范围内所有公交线路运营。K2路自当日首班起暂停运营至4月15日。[9]
- 2022年4月16日，K2路恢复运营，临时取消停靠海峡体育中心、埭头、东星等站点，运营时间临时调整为文化宫7:30-17:30、仰恩大学第三校区7:30-17:00。[10]
- 2022年4月18日，K2路恢复停靠海峡体育中心、埭头、东星等站，运营时间恢复为文化宫6:30-22:00、仰恩大学第三校区6:30-21:40[11]
- 2022年12月27日，受万虹路河市段拓宽改造影响，K2路往文化宫方向临时取消停靠河市中学站。
- 2024年9月1日，K2路与19路互换配车。K2路原配14部大金龙XMQ6802AGBEVL2退至19路，并更换为同数量XML6855JEVW0C，配车数不变。
- 2024年10月25日，因万虹路新庵岭段拓宽改造，K2路自该日起双向取消途径下倪至新庵村等站。改为途径双阳中路、经九路、西环路至西环路口站后原线行驶，分段点由河市站调整为埔边站。[12]
- 2025年7月11日，K2路闽CYG376号车于新南路口站遭遇永春闽兴出租车公司所属闽CD37260的追尾，事故造成闽CYG376车身左部及后侧受损严重。出租车司机受轻伤，1名乘客当场死亡，另1名乘客经送医后抢救无效死亡。[13]

## 站点
| 路线 | 路线 | 路线 | 所在地区、街道 | 所在地区、街道 | 站点名           | 备注                   |
| ---- | ---- | ---- | -------------- | -------------- | ---------------- | ---------------------- |
|      |      |      | 鲤城区         | 九一街         | 文化宫           | 起讫站                 |
|      |      |      | 鲤城区         | 九一街         | 九一街           |                        |
|      |      |      | 丰泽区         | 丰泽街         | 儿童医院         |                        |
|      |      |      | 丰泽区         | 丰泽街         | 明湖路口         | 原名 泰和兴业          |
|      |      |      | 丰泽区         | 丰泽街         | 人民医院         | 人民保险               |
|      |      |      | 丰泽区         | 丰泽街         | 公交大厦         |                        |
|      |      |      | 丰泽区         | 安吉路         | 边防小区         | 分段点 原名 坪山洞东侧 |
|      |      |      | 丰泽区         | 安吉路         | 山海路口         | ↓                      |
|      |      |      | 丰泽区         | 安吉路         | 东星             |                        |
|      |      |      | 丰泽区         | 安吉路         | 埭头             |                        |
|      |      |      | 丰泽区         | 安吉路         | 前头             |                        |
|      |      |      | 丰泽区         | 安吉路         | 青莲寺           | 原名 浔美              |
|      |      |      | 丰泽区         | 安吉路         | 世界城东门       |                        |
|      |      |      | 丰泽区         | 安吉路         | 海峡体育中心     |                        |
|      |      |      | 丰泽区         | 安吉路         | 金凤屿路口       |                        |
|      |      |      | 丰泽区         | 安吉路         | 医高专           | 原名 五金城            |
|      |      |      | 洛江区         | 安吉路         | 景明花园         |                        |
|      |      |      | 洛江区         | 安吉路         | 洛江交通局       |                        |
|      |      |      | 洛江区         | 安吉路         | 吉源小区         |                        |
|      |      |      | 洛江区         | 万虹路         | 万虹路口         | 分段点                 |
|      |      |      | 洛江区         | 万虹路         | 杏宅路口         |                        |
|      |      |      | 洛江区         | 万虹路         | 洛江外国语学校   | 原名 塘西              |
|      |      |      | 洛江区         | 万虹路         | 洛江消防大队     |                        |
|      |      |      | 洛江区         | 万虹路         | 塘西社区         |                        |
|      |      |      | 洛江区         | 万虹路         | 新南路口         | 原名 万鸿医院          |
|      |      |      | 洛江区         | 万虹路         | 室仔前           |                        |
|      |      |      | 洛江区         | 万虹路         | 南山社区         |                        |
|      |      |      | 洛江区         | 万虹路         | 南山             |                        |
|      |      |      | 洛江区         | 万虹路         | 新田             |                        |
|      |      |      | 洛江区         | 万虹路         | 白叶             |                        |
|      |      |      | 洛江区         | 万虹路         | 洛江公共文化中心 |                        |
|      |      |      | 洛江区         | 万虹路         | 南方科技学校     | 原名 莲村              |
|      |      |      | 洛江区         | 万虹路         | 前洋社区路口     | 分段点                 |
|      |      |      | 洛江区         | 万虹路         | 高厝             |                        |
|      |      |      | 洛江区         | 万虹路         | 梧宅路口         |                        |
|      |      |      | 洛江区         | 万虹路         | 河市工商所       |                        |
|      |      |      | 洛江区         | 双阳中路       | 埔边             | 分段点（临时）         |
|      |      |      | 洛江区         | 万虹路 X304    | 仰大附中         |                        |
|      |      |      | 洛江区         | 万虹路 X304    | 马甲交警中队     |                        |
|      |      |      | 洛江区         | Y195           | 仰恩大学         |                        |
|      |      |      | 洛江区         | Y195           | 仰恩大学第三校区 | 起讫站                 |

## 票价
K2路计价方式为分段计价，全程¥5.0，其中：
- 文化宫至坪山洞东侧：1元/人
- 坪山洞东侧至万虹路口：1元/人
- 万虹路口至前洋社区路口：1元/人
- 前洋社区路口至埔边：1元/人
- 埔边至仰恩大学第三校区：1.5元/人
- 泉通卡普通卡9折，月票卡优惠无效，敬老卡、爱心卡有效。
- 可使用泉城通APP及支付宝、云闪付、微信乘车码支付

## 配车
K2路配车数总计15部，其中：
- 金旅XML6855JEVW0C  15部

- 福达FZ6890UF3G3
（2013.4 - 2015.12/2018.5 - 2019.3）
- 福达FZ6106UF63
（2014.11 - 2019.1）
- 金旅XML6855JEVW0C
（2019.2 - ）
- 大金龙XMQ6802AGBEVL2
（2019.3 - 2024.8）

## 相关
- 泉州公交线路列表